# Saint-Georges-sur-la-Prée

Saint-Georges-sur-la-Prée este o comună în departamentul Cher, Franța. În 1 ianuarie 2022 avea o populație de 595 de locuitori.